# دافي هاميلتون
دافي هاميلتون (بالإنجليزية: Davey Hamilton)‏ هو سائق سيارة سباق أمريكي، ولد في 13 يونيو 1962 في نامبا في الولايات المتحدة.